# Animációs film

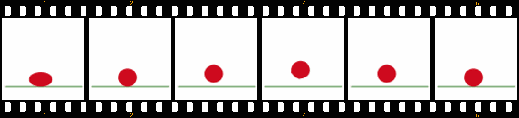
A lapon látható animáció 6 képkockája

Az animáció olyan filmkészítési technika, amely élettelen tárgyak, rajzok vagy ábrák „kockázásával” olyan illúziót kelt a nézőben, mintha az egymástól kis mértékben eltérő képkockák sorozatából összeálló történésben, a szereplők megelevenednének vagy élnének. Az animációs filmeknek számos változata létezik, közvetlenül a filmre rajzolástól kezdve a homokkal rajzoláson át az élő szereplőkkel együtt játszó rajzfigurákig. Számítógép segítségével az animáció egyre közelebb jut a valós, életszerű lények reális mozgatásához, ugyanakkor szinte korlátlan fantáziájú háttereket lehet előállítani a virtuális ábrázoló eszközök, hang, kép, térhatás, sőt interaktivitás segítségével.
Az animációs film a 20. század vívmánya. Benne emberi és más hangokat, zörejeket, zenét és képet kombinálnak, így modern kommunikációs eszköz. A művész az animációs filmben teljesen kibontakozhat, ha ő a rendezője, a rajzolója, az animátora és a vágója is a filmnek. A szerzőnek minden beállítást meg kell terveznie a rajzban, ez a képes forgatókönyv. Az animációs film megalkotásának következő lépéseit az animátorok végzik: a kulcsrajzolók feladata a mozgás fő kulcspozícióinak (key frame) megrajzolása, ezt követően csatlakoznak be a fázisrajzolók, akik pedig a kulcspozíciók közötti összes köztes átmeneti mozgásfázis (inbetweens) megrajzolásáért felelnek.

Animáció 10 képkocka / másodperc sebességgel

Animáció 2 képkocka / másodperc sebességgel. Ennél a sebességnél kivehetőek az egyes képkockák.

## Története
Mozgó jelenségek állóképekkel történő rögzítésének korai próbálkozásaira már az őskőkori barlangrajzokon is találhatunk példákat, ahol állatok több egymást átfedő lábbal ábrázoltak.
A 19. században a fenakisztoszkóp, zoetróp és praxinoszkóp és a hasonló pörgetős füzetek voltak az első korai animációs eszközök melyek mozgást jelenítettek meg az egymást követő rajzokból technika segítségével – de az animáció nem fejlődött sokkal tovább a mozgókép film felfedezéséig.
Az első rajzfilmet a francia Émile Cohl készítette 1908-ban Fantasmagorie címmel. Az 1914-es Gertie the Dinosaur Winsor McCaytől volt az egyik első sikeres animációs film. Ezt tartják az első igazi képviselőjének a karakterközpontú animációnak (character animation).
Az 1930-as és 1960-as közti években nagy számban készültnek filmszínházakban bemutatott animációs filmek, amelyek általában a játékfilmek előtt vetítettek. MGM, Disney, Paramount és a Warner Bros. voltak a legnagyobb 5–10 perces rajzfilm készítők.
1950-es években a televízió elterjedése csökkentette a mozik közönségét, az animációs film és a mozis animációs filmek száma is csökkenésnek indult. Manapság az animációs filmsorozatok főleg televízióra készülnek.

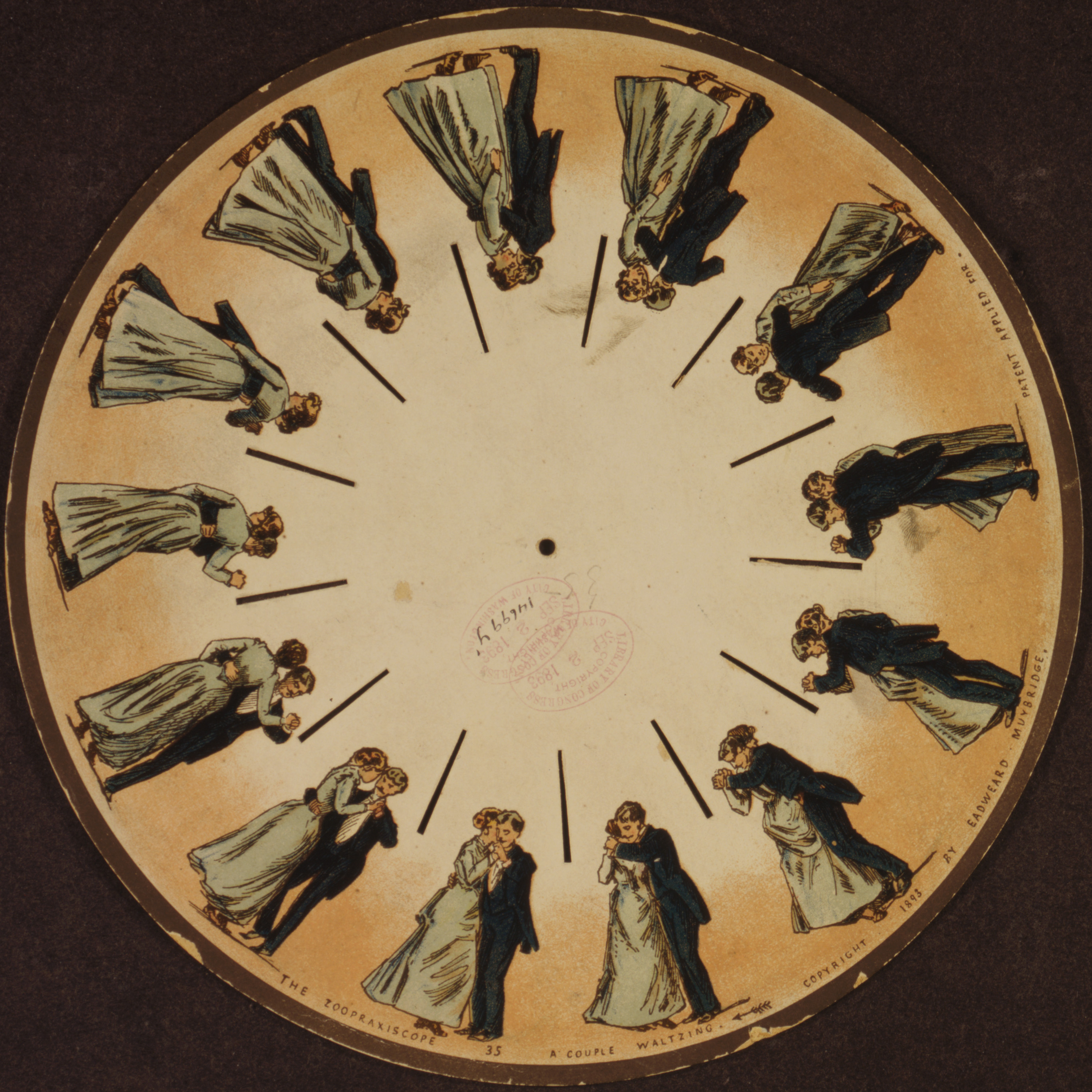
A fenakisztoszkóp-lemez (Eadweard Muybridge, 1893)
A fenakisztoszkóp-lemez mozgásban
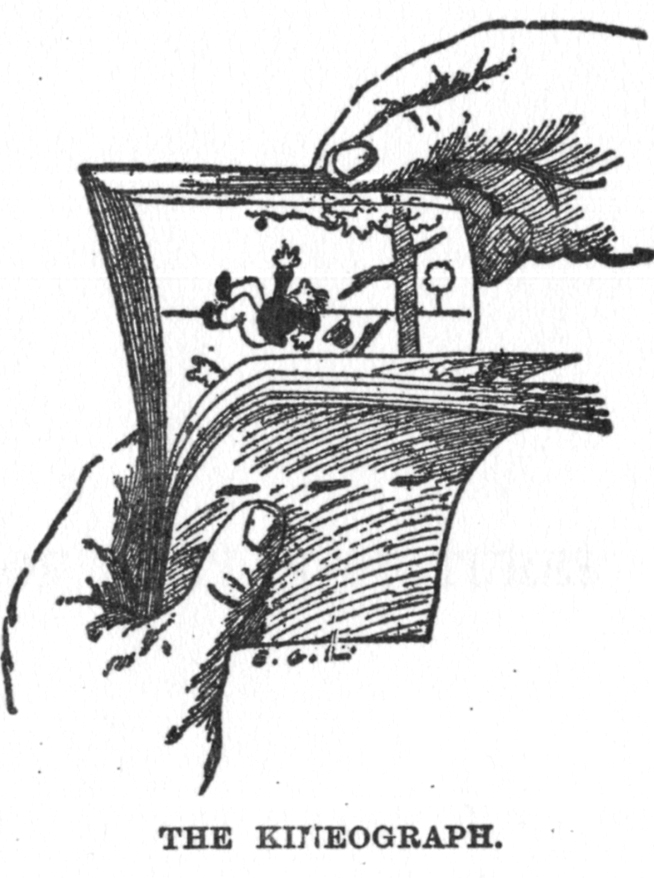
Pörgetős füzet (1886)
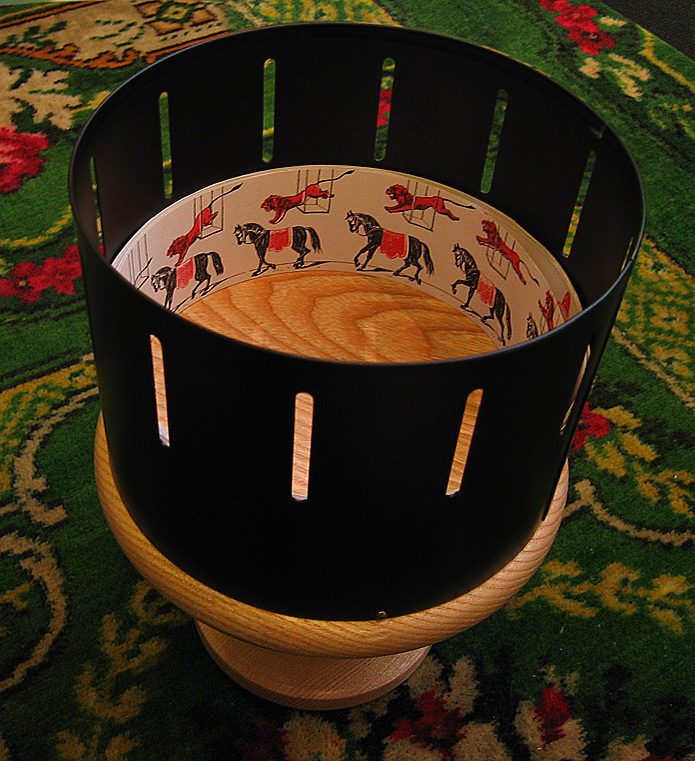
Viktoriánus kori zoetrop
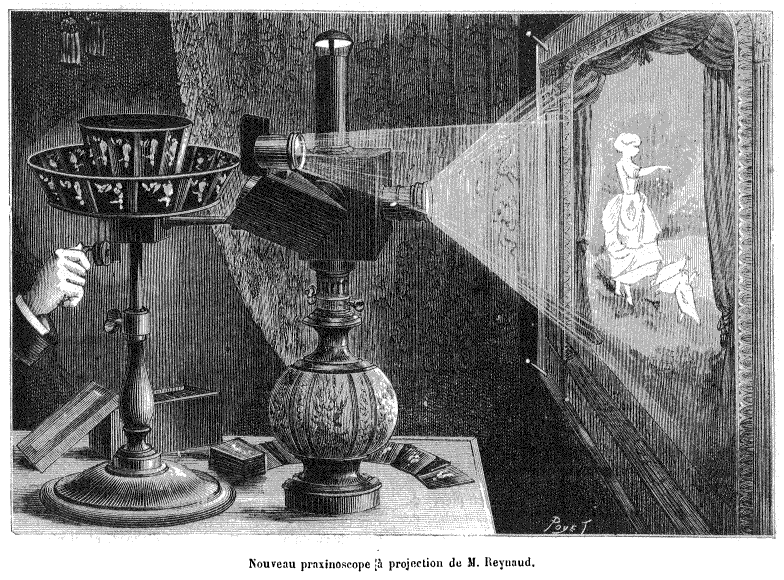
Praxinoszkóp (1882)
- Humorous Phases of Funny Faces, a világ első animációs filmje (James Stuart Blackton, 1906)

## Alkotás
Az animációs film alkotási folyamatában három kategória emelhető ki:
- képzőművészeti elemek: vonal, mező, tér, szín. Ezek az elemek statikusak és térbeliek is lehetnek.
- filmes elemek: rendezés, forgatás, vágás (montázs), hangosítás, zenei aláfestés. Ezek dinamikusak és időbeliek.
- az első kettő kombinációja, ez kapcsolja őket össze, a képzőművészeti kifejezésmódból a kinematográfiába való átmenet.

## Felosztás
Az animációs film olyan film, amelynek készítésekor a filmvászonra tervezett mozgássorozatot vagy cselekményt kockánként hozzák létre és veszik fel. Technika és képi világ szerint lehet:
- rajzfilm
- bábfilm
- gyurmafilm
- árnyfilm
- kollázsfilm
- homok- vagy szénporfilm
- festményfilm
- fotóanimáció
- tárgymozgatás

Rotoszkópiával animált ló Eadweard Muybridge 19. századi fényképei alapján. Az animáció nyolc ismétlődő rajzból áll

- számítógépes animáció (két- és háromdimenziós)
- flash animáció
- papírkivágás
- brickfilm
- trükkfilm
- pixilláció
- stop-motion

## Neves magyar animációs filmesek
- Bleier Edit
- Csupó Gábor
- Dargay Attila
- Foky Ottó
- Gémes József
- Gyulai Líviusz
- Halász János
- Imre István
- Jankovics Marcell
- Keresztes Dóra
- Kovásznai György
- Macskássy Gyula
- Macskássy Katalin
- Mata János
- M. Tóth Géza
- Lisziák Elek
- Nagy Pál
- Nepp József
- Orosz István
- Pataki Gábor
- Patrovits Tamás
- Pencz Tamás
- Péterffy Zsófia
- Reisenbüchler Sándor
- Richly Zsolt
- Rofusz Ferenc
- Szabó Sipos Tamás
- Ternovszky Béla
- Tóth Pál
- Ulrich Gábor
- Uzsák János
- Vajda Béla
- Varga Csaba

## Oscar-díjas magyar animációs film
- 1981 – A légy (The Fly) rendező Rofusz Ferenc